# Drvenik Mali
Drvenik Mali je otok koji se nalazi oko 10 nautičkih milja jugozapadno od Trogira, zapadno od otoka Drvenika Velog, od kojeg ga dijeli tjesnac Drvenička vrata. Od kopna ga dijeli Drvenički kanal.
Površina otoka je oko 3,43 km². Najviši vrh je 79 m visoka Glavica na zapadu otoka.
Lokalno ga stanovništvo naziva Ploča.

## Stanovništvo
Otok je nastanjen i to uglavnom na središnjem i istočnom dijelu te ima 156 stanovnika, koji nastanjuju nekoliko zaselaka. Jedino autohtono i apsolutno većinsko stanovništvo ovog otoka su Hrvati.
Glavno je naselje Borak raštrkanog tipa, a na otoku postoji još nekoliko zaselaka, kao što su priobalni Vela Rina, Mala Rina, Petomavar i Dolići te od obale udaljeni Velika Kuknara i Mala Kuknara (Prigomila).

## Promet
Na otoku je dozvoljeno prometovanje automobilima i ima asfaltirane ceste. Prometno je povezan trajektnom linijom s Trogirom trajektna luka Soline.
Luka Borak je glavna otočka luka i središnje mjesto svih društvenih i gospodarskih aktivnosti.